# NTN24
NTN24 (acrónimo de Nuestra Tele Noticias 24) es un canal de televisión por suscripción de noticias colombiano. Es propiedad de la Organización Ardila Lülle y está operado por RCN Televisión.

## Historia
Fue lanzado al aire el 3 de noviembre de 2008 con la dirección editorial de Claudia Gurisatti.
En Colombia, NTN24 se emitió a través de la televisión digital terrestre desde 2014 hasta 2022, cuando el 31 de marzo de ese mismo año fue retirado de la plataforma debido a los cambios en las estrategias de distribución de RCN Televisión.

## Estudios
NTN24 transmite desde su Centro Internacional de Noticias en Bogotá en los estudios de Canal RCN, además cuenta con los estudios en las ciudades estadounidenses de Washington D. C., Nueva York y Miami, en México tiene sus estudios en Ciudad de México, en Suramérica tiene sus estudios en Santiago de Chile, en Europa tiene sus estudios en Madrid y en Asia tiene sus estudios en Doha.

## Censura
La Comisión Nacional de Telecomunicaciones de Venezuela prohibió la distribución de NTN24 en todas las operadoras de televisión dentro del país por decreto del presidente de Venezuela Nicolás Maduro, quien acusó al canal de fomentar la violencia y de que «fue una decisión de Estado», después de que esta cubriera las protestas nacionales del 12 de febrero de 2014. Además de ello, su sitio web también fue bloqueado por los proveedores ISP venezolanos. En reacción, varios periodistas y ONG calificaron el hecho como una amenaza hacia los derechos de libertad de expresión e información. La única forma de poder recibir el canal tras la censura es visitando su cuenta oficial en YouTube.

## Programación
NTN24 se especializa en la emisión de noticias nacionales e internacionales. Se emite principalmente programas de carácter informativo. También tiene programas temáticos de distinta índole, abarcando temas como política, economía, actualidad internacional, deportes, espectáculos y la ciencia. El canal emite su programación las 24 horas del día.

## Premios
- Colombia Premio Nacional de Periodismo Simón Bolívar en la sección de «Mejor Investigación en Televisión» por el documental de 2010 «Guantánamo: ¿hasta cuándo?».
- Colombia Premio de Periodismo en Salud José María Mora por el documental de 2010 «Contador de Historias».
- Colombia Premio Analdex en la sección de «Mejor Trabajo Periodístico» por el programa «En suma» en su especial «Crisis entre vecinos: Colombia y Venezuela».
- Colombia Premio a la Investigación Periodística sobre Cáncer de Próstata otorgado por la Sociedad Colombiana de Urología al programa «CST: Ciencia, salud y tecnología».
- Colombia Premio a Mejor Cobertura Multimedia 2016 de la Sociedad Interamericana de Prensa
- Colombia Premio a mejor Uso de Video Online 2016 de la Asociación Mundial de Editores (Wanifra)
- Colombia Premio del Círculo de Periodistas de Bogotá 2017 Libertad de Expresión con el trabajo ‘Agresiones a la prensa en Venezuela’
- Colombia Premio Nacional de Periodismo Simón Bolívar 2018 NTN24 y Noticias RCN reciben Premio Nacional de Periodismo Simón Bolívar en Colombia Por Ingrid Tovar La Entrevista De Alias Guacho Y Andrea Bernal Por Entrevista A Lenin Moreno.
- Colombia Premio Nacional de Periodismo Alfonso López Michelsen 2021 La directora del canal de las Américas, Claudia Gurisatti obtuvo la distinción por el aporte permanente a la democracia colombiana’
- Estados Unidos y  España Premio Tutor Awards 2022 NTN24 y RCN Televisión fue otorgado por la (UCJC) como reconocimiento a la labor de los medios con los estudiantes en prácticas profesionales’
- Colombia Premio Nacional de Comunicación de Colombia 2024 La directora de Contenidos de NTN24 Idania Chirinos.